# Adalrich
Adalrich také známý jako Eticho (latinsky Adalricus) (7. století? – po roce 683?) byl franský vévoda z Alsaska, zakladatel dynastie Etichonovců a podle některých zdrojů i předek Habsburků. Adalrich byl zároveň velmi vlivnou osobností mocenské politiky Austrasie na konci 7. století.
Adalrichova rodina pocházela z pagusu Attoariensis, kolem Dijonu v severním Burgundsku. V polovině 7. století se v tomto regionu Adalrichova rodina pod vedením vévody Amalgara a jeho manželky Aquiliny stala významnými zakladateli a patrony klášterů.

## Občanská válka 675–679
Adalrich je poprvé zmíněn jako člen frakce šlechticů, která po smrti Chlothara III. v roce 673 vyzvala Childericha II., aby se ujal království v Neustrii a Burgundsku. Oženil se s Berswindou, příbuznou Leodegara, autunského biskupa, jehož frakci Adalrich podporoval po Childerichově vraždě v roce 675, během občanské války. Někdy před rokem 677 přešel k opoziční frakci majordoma Ebroina, čímž se stal spojencem krále Theudericha III., který mu věnoval klášter Bèze. Po atentátu na krále Dagoberta II. se Adalrich přiklonil zpět k Leodegarově frakci, za což mu Ebroinem ovládaný Theuderich vyvlastnil všechen majetek v Alsasku ve prospěch opatství v Bèze. Občanská válka ale vyústila v jen omezenou královskou moc a tak i přes vyvlastnění zůstal Adalrichův vliv a autorita v Alsasku zachovaná. V roce 683 Adalrich předal svůj úřad synovi a nástupci Adalbertovi. Ovládnutím klášterů a opatství vybudoval mocné regionální vévodství, které předal svým dědicům, Etichonovcům.

## Vztahy s kláštery
Adalrich byl nechvalně známý tím, že potlačil vzpouru v klášteře Moutier-Grandval a v klášterech pod jeho správou vládl tvrdou rukou. Podle Germana z Grandvalu “začal zlomyslně utlačovat lidi v okolí kláštera Sornegau a tvrdil, že byli rebely proti jeho předchůdcům“. Obyvatele Sornegau, kteří popírali, že byli rebelové proti předchozím vévodům, nechal vyhostit ze země. Mnoho vyhoštěných obyvatel zemi neopustilo a ukrylo se v údolí Sornegau, proto Adalrich s velkou armádou Alamanů obsadil jeden konec údolí, zatímco jeho poručík Adalmund vstoupil do údolí na opačném konci. I když opat Germanus a jeho probošt Randoald se s Adalrichem setkali, aby ho přesvědčili k ústupu, což jim Adalrich přislíbil, ale údolí přesto zpustošil.
Snad jako pokání za svůj vztah k Leodegarovi a Germanu z Grandvalu, dvou budoucích svatých, založil mezi lety 680 a 700 v Alsasku klášter Ebersheim na počest svatého Mořice a Hohenburg na místě staré římské pevnosti císaře Maximiana, objevené jeho zvědy a přivlastněnou pro jeho armádu. 

## Vztahy s dcerou Otýlií
Jeho dcera Otýlie se údajně narodila slepá, což Adalrich bral jako trest za urážku Boha. Aby si zachoval tvář před svými poddanými, pokusil se svou ženu Bereswindu přesvědčit k tomu, aby tajně Otýlii zabila. Bereswinda místo toho poslala Otýlii do úkrytu kláštera v Palmě. Podle Životopisu Otýlie biskup jménem Erhard dospívající dívku pokřtil a namazal jí na oči křižmo, které jí zázračně vrátilo zrak. Biskup Erhard se pokusil obnovit vztah Adalricha s jeho dcerou, ale Adalrich z obavy negativní reakce jeho poddaných, nabídku odmítl. Jeho syn přesto jeho rozhodnutí ignoroval a Otýlii přivedl zpět do kláštera Hohenburg. Když se to dozvěděl Adalrich, v zuřivosti popadl žezlo a úderem do hlavy svého syna nechtíc zabil. Nakonec Otýlii jen velmi neochotně umožnil vrátit se do kláštera. Ke konci svého života byl s osudem Otýlie smířen a učinil z ní první abatyši kláštera. Před smrtí ji předal celé opatství, jako by to bylo soukromé vlastnictví.
Prostřednictvím své dcery byl Adalrich smířen s Bohem a již ve 12. století byl považován za světce s místním kultem. Otýlie byla v roce 1807 papežem Piem VII. jmenována patronkou Alsaska.